# 贝里亚因
贝里亚因（西班牙語：Beriáin）是西班牙纳瓦拉的一个市镇。总面积5平方公里，总人口2739人（2001年），人口密度548人/平方公里。